# Кубок Румунії з футболу 1999—2000
Кубок Румунії з футболу 1999—2000 — 62-й розіграш кубкового футбольного турніру в Румунії. Титул ввосьме здобув Динамо (Бухарест).

## 1/16 фіналу
| Команда 1                          | Рахунок      | Команда 2              |
| ---------------------------------- | ------------ | ---------------------- |
| 21 вересня 1999                    |              |                        |
| Вест Петром Арад (3)               | 0:1          | Стяуа                  |
| Хондор (Аджиджа) (3)               | 1:1 пен. 3:4 | Рапід (Бухарест)       |
| Куртя-де-Арджеш (3)                | 0:3          | Націонал (Бухарест)    |
| Інтер (Петріла) (3)                | 1:3          | Астра (Плоєшті)        |
| 22 вересня 1999                    |              |                        |
| Металул (Філіпештій-де-Педуре) (3) | 0:1          | Петролул (Плоєшті)     |
| Прогресул (Шомкута-Маре) (3)       | 0:1 дч       | Бакеу                  |
| Фореста (Сучава) (2)               | 1:2 дч       | Арджеш                 |
| Тракторул (Брашов) (2)             | 1:4          | Динамо (Бухарест)      |
| Кіментул (Ф'єнь) (2)               | 1:2 дч       | Оцелул (Галац)         |
| Вранкарт (Аджуд) (3)               | 0:1          | Решица                 |
| Телеком (Арад) (3)                 | 1:3          | Університатя (Крайова) |
| Петролул (Берка) (3)               | 3:2 дч       | Фарул (Констанца)      |
| Оцелул (Штей) (3)                  | 0:1          | Рокар (Бухарест)       |
| Пандурій (3)                       | 1:2 дч       | Глорія (Бистриця)      |
| Чахлеул                            | 4:1          | Екстенсів (Крайова)    |
| Брашов                             | 4:1          | Онешті                 |

## 1/8 фіналу
| Команда 1              | Рахунок | Команда 2          |
| ---------------------- | ------- | ------------------ |
| 12 жовтня 1999         |         |                    |
| Рапід (Бухарест)       | 1:0     | Глорія (Бистриця)  |
| Університатя (Крайова) | 1:0     | Стяуа              |
| Бакеу                  | 1:0     | Чахлеул            |
| Націонал (Бухарест)    | 4:2     | Брашов             |
| 13 жовтня 1999         |         |                    |
| Динамо (Бухарест)      | 3:1     | Рокар (Бухарест)   |
| Арджеш                 | 1:3     | Решица             |
| Петролул (Берка) (3)   | 0:2     | Петролул (Плоєшті) |
| Оцелул (Галац)         | 2:1 дч  | Астра (Плоєшті)    |

## 1/4 фіналу
| Команда 1              | Рахунок | Команда 2          |
| ---------------------- | ------- | ------------------ |
| 10 листопада 1999      |         |                    |
| Рапід (Бухарест)       | 2:1 дч  | Бакеу              |
| Університатя (Крайова) | 1:0     | Петролул (Плоєшті) |
| Націонал (Бухарест)    | 2:3     | Динамо (Бухарест)  |
| Решица                 | 1:2     | Оцелул (Галац)     |

## 1/2 фіналу
| Команда 1                 | Заг. | Команда 2         | 1-й матч | 2-й матч |
| ------------------------- | ---- | ----------------- | -------- | -------- |
| 15 березня/12 квітня 2000 |      |                   |          |          |
| Оцелул (Галац)            | 1:5  | Динамо (Бухарест) | 0:2      | 1:3      |
| Університатя (Крайова)    | 3:2  | Рапід (Бухарест)  | 2:0      | 1:2      |

## Фінал
| 13 травня 2000 |

| Динамо (Бухарест)               | 2:0      | Університатя (Крайова) |
| ------------------------------- | -------- | ---------------------- |
| М.Нікулае 30' (пен.) Хилдан 89' | Протокол |                        |

| Національний стадіон, Бухарест Глядачів: 55 000 Арбітр: Сорін Корподян |